# اوبرمهلر
اوبرمهلر (به آلمانی: Obermehler) یک شهر در آلمان است که در اونستروت-هاینیش واقع شده‌است. اوبرمهلر ۱٬۰۱۶ نفر جمعیت دارد.